# Matthias Tischer
Matthias Tischer (* 9. November 1985 in Magdeburg) ist ein ehemaliger deutscher Fußballspieler. Er absolvierte als Torhüter über 170 Spiele für den 1. FC Magdeburg.

## Karriere
Tischer spielte bis 1996 in der Jugend des Magdeburger SV 90 Preussen und wechselte anschließend in die Jugend des FCM. 2005 schaffte er den Sprung in die erste Mannschaft, wo er zunächst jedoch nur dritter Mann hinter Christian Person und Christian Beer war. Er wurde später trotzdem Stammkeeper und entwickelte sich im Laufe der Jahre zum Publikumsliebling. Erst Jan Glinker übernahm ab der Saison 2014/15, nach fünf Spielzeiten, die Rolle des ersten Mannes im Tor.
Sein größter Erfolg war der Aufstieg mit dem 1. FC Magdeburg in die 3. Liga in der Saison 2014/15. Aufgrund einer Verletzung Glinkers stand er in beiden Aufstiegsspielen gegen Kickers Offenbach im Tor. Am 2. März 2016 absolvierte er im Punktspiel beim VfR Aalen sein erstes Spiel in der 3. Liga.
Zum Ende der Saison beendete Tischer nach 20 Jahren beim 1. FC Magdeburg seine aktive Karriere. Zugleich gab er bekannt, im Scoutingbereich sowie als Torwarttrainer dem Verein weiterhin zur Verfügung stehen.
Aufgrund verletzungs- und krankheitsbedingter Ausfälle der Ersatztorhüter Jan Glinker und Lukas Cichos gab Tischer in der Rückrunde der Saison 2016/2017 im Spiel gegen den SV Wehen Wiesbaden sein Comeback auf der Ersatzbank.

## Erfolge
- Sieger des Sachsen-Anhalt-Pokal mit dem 1. FC Magdeburg: 2007, 2009, 2013 und 2014
- Meister der Regionalliga Nordost mit dem 1. FC Magdeburg: 2015
- Aufstieg in die 3. Liga mit dem 1. FC Magdeburg: 2015